# Ozaenina linearis
Ozaenina linearis är en tvåvingeart som beskrevs av Willi Hennig 1938. Ozaenina linearis ingår i släktet Ozaenina och familjen Richardiidae.
Artens utbredningsområde är Peru. Inga underarter finns listade i Catalogue of Life.